# Edwin S. Porter
Edwin Stanton Porter (født 21. april 1870, død 30. april 1941) var en amerikansk filmpioner, mest kendt som producer, instruktør, studieleder og filmfotograf ved Edison Manufactoring Company og Players Film Company. Fra de sidste par år i 1800-tallet stod han bag over 250 film med blandt andet den to minutter lange The Artist's Dilemma (1901)  fulgt af film som Jack and the Beanstalk (1902), Det store togrøveri (1903) og The Prisoner of Zenda (1913).

## Delvis filmografi

### 1901
- The Artist's Dilemma -
- Panorama of Esplanade by Night
- Execution of Czolgosz with Panorama of Auburn Prison - (3:24 minutter) teater med henrettelsen af Leon Czolgosz ved elektrisk stol
- Trapeze Disrobing Act
- The Martyred Presidents - (1 minut) om mordene på på præsidenterne Abraham Lincoln, James A. Garfield og William McKinley
- Rubes in the Theatre
- Sampson-Schley Controversy
- Circular Panorama of Electric Tower
- Soubrette's Troubles on a Fifth Avenue Stage Coach
- The Farmer and the Bad Boys
- The Reversible Divers
- 'Weary Willie' and the Gardener
- What Happened on Twenty-third Street, New York City - (77 sekunder) film med en kvinde, der går over en åbning og den varme luft derfra løfter hendes kjole
- How the Dutch Beat the Irish
- The Tramp's Strategy That Failed
- Another Job for the Undertaker - (2 minutter)
- Laura Comstock's Bag-Punching Dog
- Pie, Tramp and the Bulldog
- Happy Hooligan April-Fooled
- Happy Hooligan Surprised
- The Automatic Weather Prophet
- Love by the Light of the Moon - (1 minut) månen smiler ned mod to elskende
- The Donkey Party
- Kansas Saloon Smashers - (1 minut) en satire om den amerikanske aktivist Carrie Nation
- The Old Maid Having Her Picture Taken
- Why Mr. Nation Wants a Divorce
- The Finish of Bridget McKeen
- Terrible Teddy, the Grizzly King (61 sekunder) politisk satire om vicepræsident Theodore Roosevelt
- Day at the Circus - (50 sekunder) en parade
- The Old Maid in the Horsecar
- The Tramp's Unexpected Skate

### 1902
- Uncle Josh at the Moving Picture Show

### 1903
- The Great Train Robbery
- What Happened in the Tunnel
- A Romance of the Rail
- The Extra Turn
- The Heavenly Twins at Lunch
- The Heavenly Twins at Odds
- The Messenger Boy's Mistake
- Rube and Fender
- Uncle Tom's Cabin (film fra 1903)
- Little Lillian, Toe Danseuse
- Rube and Mandy at Coney Island
- Subub Surprises the Burglar
- The Gay Shoe Clerk
- New York City Dumping Wharf
- New York City 'Ghetto' Fish Market
- Life of an American Fireman
- The Unappreciated Joke
- Electrocuting an Elephant (sandsynligvis med og af Jacob Blair Smith) - film om henrettelsen af elefanten Topsy af ejerne af Luna Park på Coney Island.[2]

### 1904
- The Ex-Convict
- The Strenuous Life; or, Anti-Race Suicide
- Scarecrow Pump
- A Rube Couple at a County Fair
- Love Will Find a Way
- Parsifal
- Capture of the 'Yegg' Bank Burglars
- The European Rest Cure
- How a French Nobleman Got a Wife Through the 'New York Herald' Personal Columns
- Nervy Nat Kisses the Bride
- 'Weary Willie' Kidnaps a Child
- Dog Factory
- Western Stage Coach Hold Up
- Pranks of Buster Brown and His Dog Tige
- Animated Painting
- Casey's Frightful Dream
- Midnight Intruder
- Maniac Chase
- Rector's to Claremont

### 1905
- The Night Before Christmas
- Police Chasing Scorching Auto
- Life of an American Policeman
- The Train Wreckers
- Phoebe Snow
- Everybody Works But Father
- Down on the Farm
- The Miller's Daughter
- The Watermelon Patch
- Poor Algy
- The White Caps (with Wallace McCutcheon Sr.)
- Boarding School Girls
- The Little Train Robbery
- The Electric Mule
- Scenes and Incidents, Russo-Japanese Peace Conference, Portsmouth, N. H.
- Mystic Shriner's Day
- Stolen by Gypsies
- June's Birthday Party
- Coney Island at Night
- Hippodrome Races, Dreamland, Coney Island
- The Whole Dam Family and the Dam Dog
- Start of Ocean Race for Cup'
- A Five Cent Trolley Ride
- Opening of Belmont Park Race Course
- The Burglar's Slide for Life'
- How Jones Lost His Roll
- President Roosevelt's Inauguration
- The Kleptomaniac
- The Seven Ages

### 1906
- The Honeymoon at Niagara Falls

### 1907
- A Little Girl Who Did Not Believe in Santa Claus
- Laughing Gas
- College Chums
- The Trainer's Daughter or A Race for Love
- Midnight Ride of Paul Revere
- Three American Beauties, No. 2
- Jack the Kisser
- A Race for Millions
- The Rivals
- Stage Struck
- The Nine Lives of a Cat
- Cohen's Fire Sale
- Lost in the Alps
- The 'Teddy' Bears, med  Wallace McCutcheon
- Vesta Victoria Singing "Poor John"
- Vesta Victoria Singing "Waiting at the Church"
- Daniel Boone

### 1908
- Rescued from an Eagle's Nest

### 1909
- Faust

### 1910
- The Winning of Miss Langdon

### 1911
- Leaves of a Romance

### 1912
- The Convict's Parole

### 1913
- The Count of Monte Cristo
- His Neighbor's Wife
- In the Bishop's Carriage
- The Prisoner of Zenda

### 1914
- The Crucible
- Such a Little Queen
- The Spitfire
- Tess of the Storm Country
- A Good Little Devil
- Hearts Adrift

### 1915
- Lydia Gilmore
- The Prince and the Pauper
- Bella Donna
- Zaza
- The White Pearl
- Sold
- Jim the Penman
- The Eternal City
- When We Were Twenty-One
- Niobe
- The Morals of Marcus